# Riu Benue
El riu Benue (en francès: la Bénoué) és un llarg riu d'Àfrica, el principal afluent del riu Níger. amb una longitud d’aproximadament 1.400 km de llarg i gairebé totalment navegable durant els mesos d'estiu. La mida de la seva Conca hidrogràfica és de 319.000 km². Com a resultat, és una via de transport important a les regions per les quals flueix. El nom Benue prové de Binuwe que significa Mare de les aigües en la llengua Batta.

## Curs del riu
Neix en l'altiplà d'Adamawa al nord del Camerun, a la Regió del Nord i es dirigeix al nord-oest. Després de rebre al riu del Rei per la dreta, es troba l'embassament de Lagdo i, a continuació la població de Garowa, on gira bruscament cap a l'oest per dirigir-se a Nigèria. En aquest país, passa al sud del massís de Mandara, i travessa Jimeta, Ibi i Makurdi abans de reunir-se amb el Níger a la ciutat de Lokoja, al sud de la capital, Abuja.
Els majors afluents són el riu Gongola (531 km) i el Mayo Kébbi, que el connecten amb el riu Logone (part del sistema del llac Txad) durant les inundacions. Altres afluents importants són el riu Faro (Benue), riu Taraba, riu Donge i el riu Katsina Ala (320 km).
En el punt de confluència el Benue supera al Níger pel volum (mitjana de descàrrega abans de 1960: 3.400 m³/s enfront de 2.500 m³/s). Durant les dècades següents el vessament dels rius va disminuir notablement a causa de la irrigació.

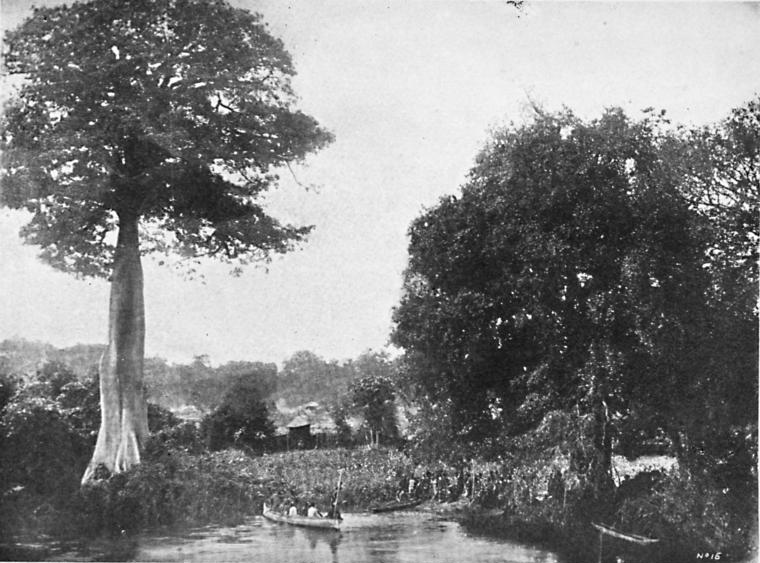
Riu Bénoué en Amaran (1900)
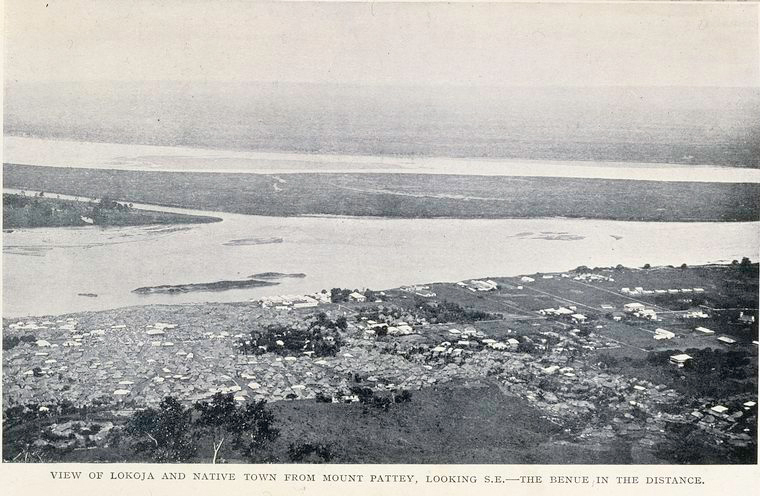
El riu Bénoué (al segon pla) i el riu Niger en Lokoja, (1911)

Riu amunt, el seu llit ha esculpit un canó al penya-segat, després creua el parc nacional de Boubandjida i arriba a la regió de Garoua (Camerun). La flora present a la seva secció encaixada s’assembla més a certs llocs dels boscos que es troben al sud del país, en contrast amb la flora de l’altiplà que és més una sabana boscosa i la flora de la plana, de natura boscosa i arbustiva.

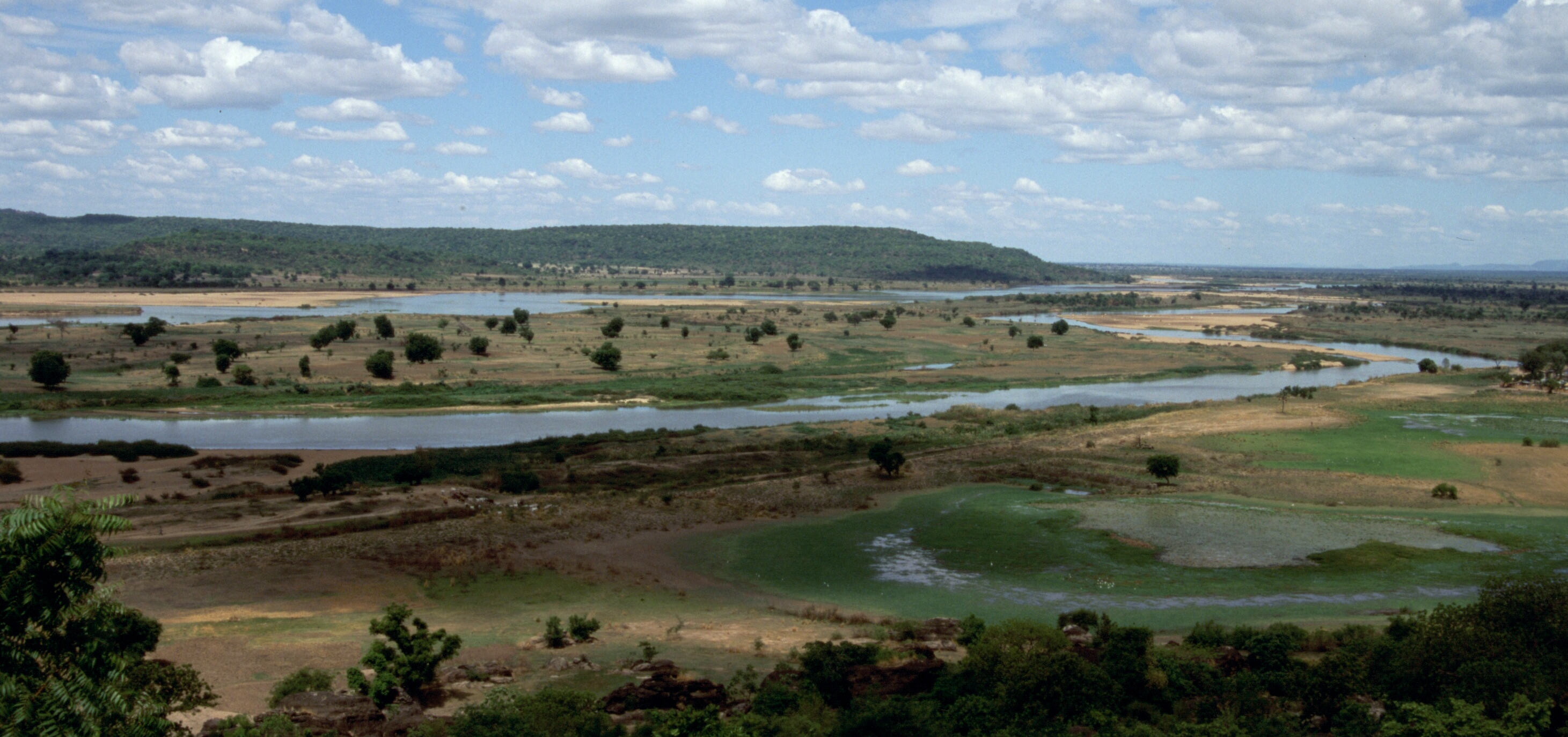
Riu Benue, vist des del sud-est de Jimeta
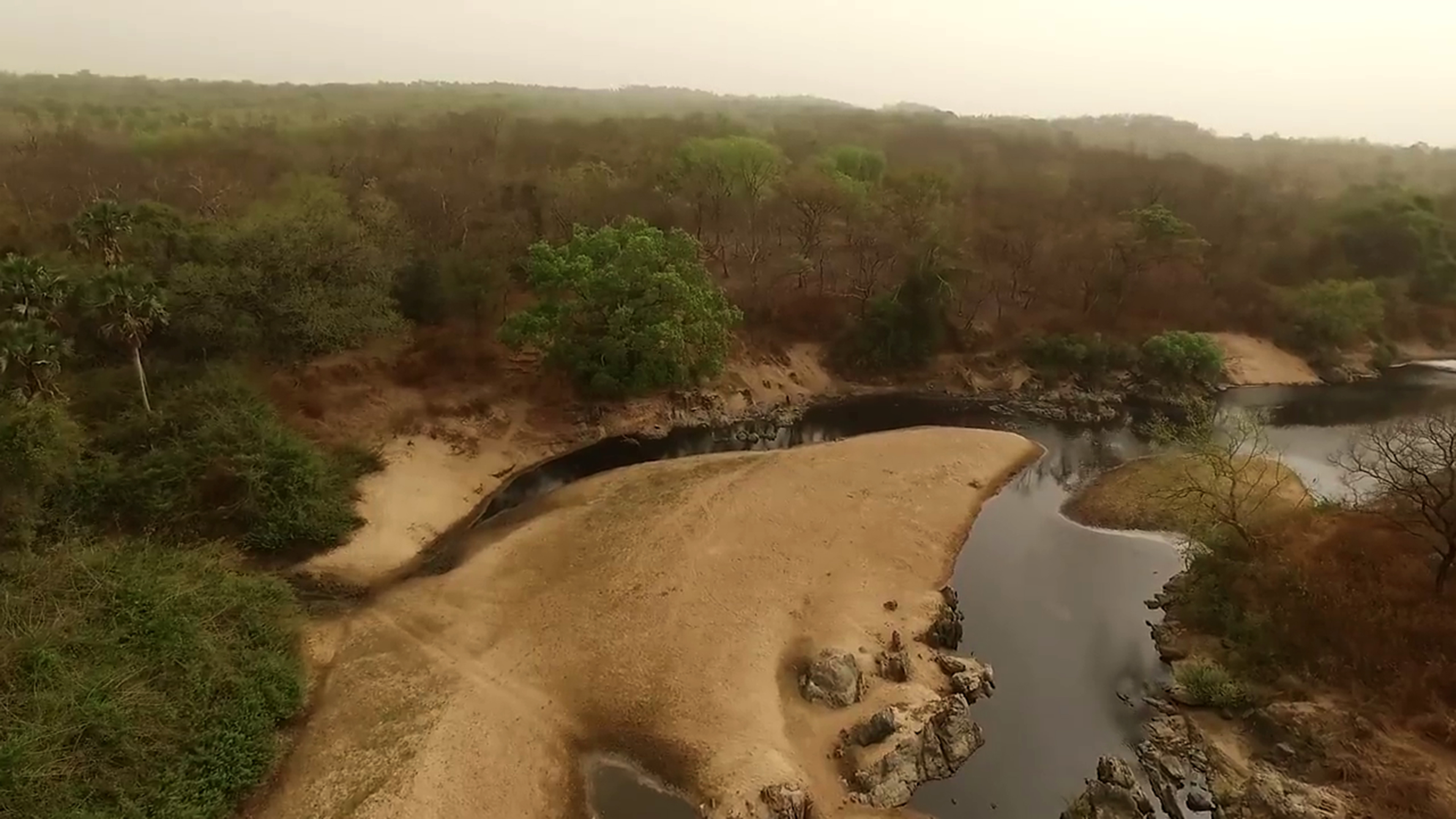
Riu Benue vist des d'un dron

Molts jaciments de l'edat del ferro s’estenen al llarg de la seva riba.

## Història
Durant l'època medieval, el Benue va ser una important via fluvial per al transport de mercaderies i persones. La fèrtil regió triangular al voltant de la confluència dels rius Níger i Benue ha estat la llar de diversos pobles, entre ells els nupes, els Kwararafa, els igala, els igbira i els jukuns. Durant els segles XIV i XV, aquests pobles van poder aprofitar la riquesa agrícola per al comerç amb els altres estats ioruba riu avall i amb les caravanes terrestres que duien mercaderies des de i cap al Sudan.

## Inundacions

### 2012
El riu Benue es va desbordar l'octubre del 2012, cosa que va provocar un gran augment de la població de serps verinoses (Echis ocellatus), al districte de Duguri, àrea de govern local d'Alkaleri, a l'estat de Bauchi (Nigèria). Un informe del juliol del 2013 indicava que més de 200 persones del districte havien mort per mossegades de serp. L'Hospital General de Kaltungo, a l'estat de Gombe (Nigèria), és el lloc més proper per al tractament de les mossegades de serp; «Qui té sort d'arribar a Kaltungo és tractat en només dos dies i després torna a casa».

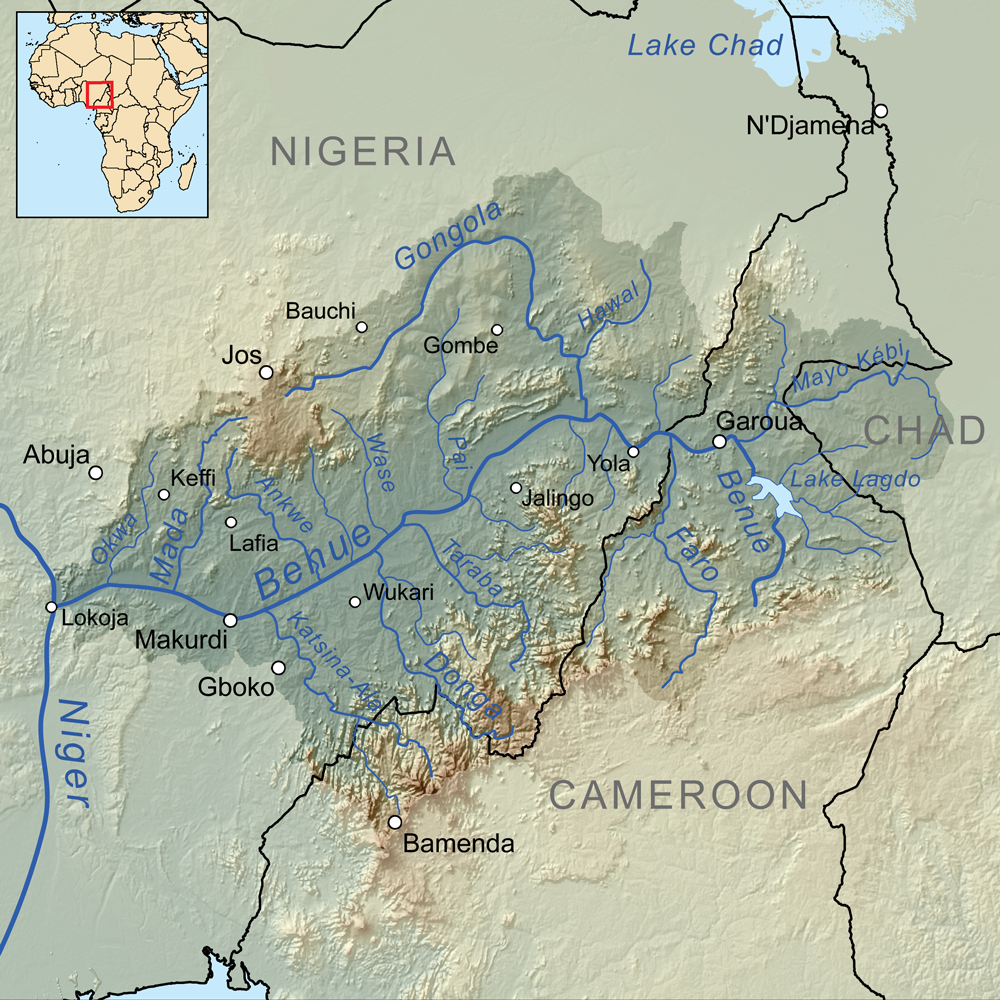
Mapa que mostra la conca del riu Benue.

L'Agència Nacional de Gestió d'Emergències (NEMA) de Nigèria va realitzar una anàlisi de gestió del risc de desastres i va aconsellar als ministeris, departaments i agències (MDA) que prenguessin mesures proactives per mitigar l'impacte del canvi climàtic. L'agència va aconsellar que es draguin regularment per disposar d'aigua disponible per a diversos propòsits. L'agència va instar les institucions pertinents a dur a terme una vigilància rutinària de les preses i les masses d'aigua per garantir que es compleixi la seva corba de regla de funcionament dels embassaments.

### Inundació 2017
L'Agència de Notícies de Nigèria (NAN) informa que la comunitat Idye es trobava entre les zones més afectades de la inundació del 2017 que va desplaçar més de 120.000 persones a la capital de Benue, Makurdi. Les inundacions han devastat més de 200 llars a Makurdi.

### Gener 2020
El president Muhammadu Buhari va inaugurar un projecte de canal de drenatge de 3,35 km a Makurdi, Benue, per abordar els reptes ecològics de la comunitat Idye. El projecte, que forma part dels 17 projectes d'intervenció ecològica, va ser aprovat pel president l'quart trimestre del 2017 i finalitzat en 48 setmanes. El projecte té com a objectiu abordar els efectes devastadors de l'erosió i les inundacions a la comunitat, destacant el compromís del govern federal d'abordar els problemes i fer la vida més significativa per als ciutadans.

### Inundació 2022
L'octubre de 2022, els agricultors de l'estat d'Adamawa van lluitar per eliminar les restes de cultius destruïts per una riuada al llarg de la vall del riu Benue. El desastre de la inundació va interrompre moltes comunitats dels 36 estats de Nigèria, amb centenars de pobles i centres urbans submergits a l'aigua. El desastre va provocar més de 2,4 milions de persones i es van registrar més de 600 víctimes mortals. A més, es van eliminar extenses hectàrees de terres de conreu dels estats afectats.
El divendres 23 de setembre de 2022, les inundacions van afectar totes les zones fluvials del govern local de Benue, segons el comissari estatal de recursos hídrics i medi ambient, Godwin Oyiwona. La inundació va afectar Makurdi, Agatu, Logo, Guma, Buruku, Otukpo i Gwer-West. El govern està treballant per mitigar els efectes de les inundacions i ha alliberat fons per netejar la conca d'Idye.
Els més afectats són majoritàriament els residents de comunitats agràries que acullen els principals afluents del riu Benue, que travessa set dels 21 governs locals de l'estat. En tres mesos, 12 àrees de govern local (LGA) van quedar submergides, afectant 82.730 residents, 13.788 llars, 51 persones ferides i 27 morts. Les terres de conreu per valor de milers de milions de naira van ser destruïdes per igual.

## Clima
L'estat de Benue és un clima tropical de sabana. Segons la investigació, fa calor cada mes durant les estacions de l'any, tant humides com seques. La temperatura anual és de 64 graus i hi ha unes 244 polzades de pluja a l'any. L'estat té una humitat mitjana del 61%, el punt de rosada de 25 °C, un índex UV de 7 i és principalment sec durant 169 dies a l'any.

## Pol·lució
Benue Hike Tourism and Conservation Foundation, en un intent de mantenir el riu protegit de diverses formes de contaminació, va informar al Govern de l'estat de Benue sobre les irregularitats d'algunes empreses de l'estat per buidar residus al riu. Els residus com l'etanol, que fàcilment podrien causar danys a la vida humana i aquàtica, es van abocar al riu Benue. Posteriorment, el govern de l'estat de Benue va fer un intent immediat d'abordar el problema per evitar més danys als seus ciutadans.